# جمال بويكين
جمال بويكين (بالإنجليزية: Jamal Boykin)‏ مواليد 27 أبريل 1987 في لوس أنجلوس، هو لاعب كرة سلة أمريكي. بدأ مسيرته الاحترافية في سنة 2010. يلعب في دوري كرة السلة الياباني للمحترفين كلاعب وسط. يحمل الرقم 54. لعب مع غازي عنتاب سبور وبي جي غوتنغن.